# 边年河
边年河（韓語：변연하，1980年3月7日—），韩国篮球运动员。她曾代表韩国参加2004年夏季奥运会和2008年夏季奥运会女子篮球比赛。此外她也参加过2002年亚运会、2010年亚运会和2014年亚运会。